# Yol (film)
Yol is een Turkse dramafilm uit 1982 onder regie van Yılmaz Güney en Şerif Gören. De film won de Gouden Palm op het filmfestival van Cannes.

## Verhaal
Vijf gedetineerden krijgen een week verlof van hun Turkse gevangenis. Ze gaan in die periode op bezoek bij hun vrienden en familie. Daar wacht hen echter enkel teleurstelling. Ze kunnen zich moeilijk aanpassen aan de wereld buiten de gevangenis.

## Rolverdeling
| Acteur              | Personage    |
| ------------------- | ------------ |
| Tarik Akan          | Seyit Ali    |
| Serif Sezer         | Zine         |
| Halil Ergün         | Mehmet Salih |
| Meral Orhonsay      | Emine        |
| Necmettin Çobanoglu | Ömer         |
| Semra Uçar          | Gülbahar     |
| Tuncay Akça         | Yusuf        |